# Rhino (seriefigur)
Rhino är en seriefigur och superskurk i Spindelmannen.
Rhino är en av Spindelmannens fiender, men brukar också slåss mot Hulken emellanåt. Rhino var från början underhuggare åt diverse kriminella proffs. Han blev senare, tack vare sin extraordinära övermänskliga styrka och sitt medelmåttiga intellekt, handplockad av frilansande spioner för ett superskurk-projekt. Han blev under en tid utsatt för bland annat kemiska och radioaktiva behandlingar, vilket gav honom övermänsklig styrka, uthållighet och snabbhet. Han fick också en specialgjord dräkt av ett oerhört stryktåligt material som intill förväxling liknar riktig noshörningshud. Dräkten har två horn på huvudet och täcker hela kroppen förutom ansiktet. Under hans första uppdrag visade det sig emellertid att Rhino inte var så medgörlig och småsint som hans skapare trodde, varefter han förrådde dem och förstörde deras högkvarter.
Rhino har setts arbeta med giganter som Abomination, och då har dessa två arbetat mot Hulken, och tack vare deras enorma kroppar och extraordinära styrkor gör detta att Hulken blir underlägsen när dessa två samarbetar, och det gör också det att Hulken inte är den enda stora jätten som finns, utan nu är det tre stycken i en och samma historia. Detta kan ses i serietidningen som gavs ut i namnet The Incredible Hulk at Bay. Även om Rhino är långt ifrån lika stark som Hulken*(*Hulken kan lyfta flera hundra ton när han blir riktigt arg medan Rhino bara kan lyfta 80 ton) så gör hans styrka att han blir en svårbekämpad fiende.

## Krafter
Rhino's bästa kraft är hans övermänskliga styrka. Stark nog att lyfta 80 ton. Och med sin titaniumdräkt är han osårbar och nästan ostoppbar. Rhino har också utökad fart.